# Blechnum orientale
Blechnum orientale är en kambräkenväxtart som beskrevs av Carolus Linnaeus. Blechnum orientale ingår i släktet Blechnum och familjen Blechnaceae. Inga underarter finns listade.

## Bildgalleri

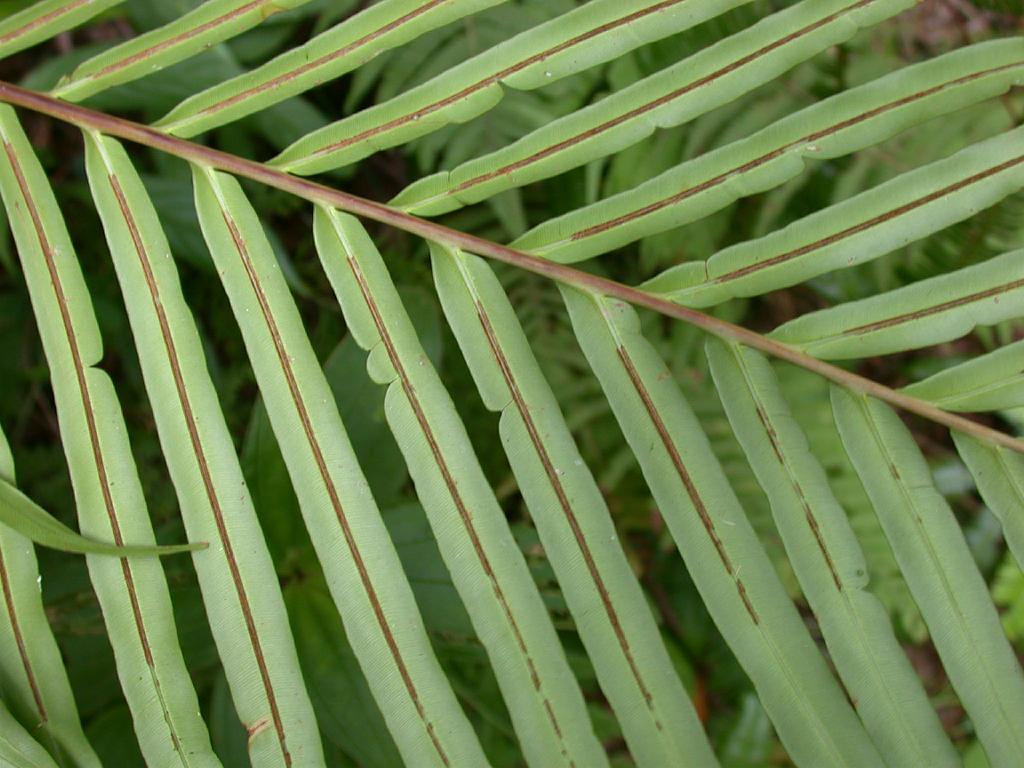
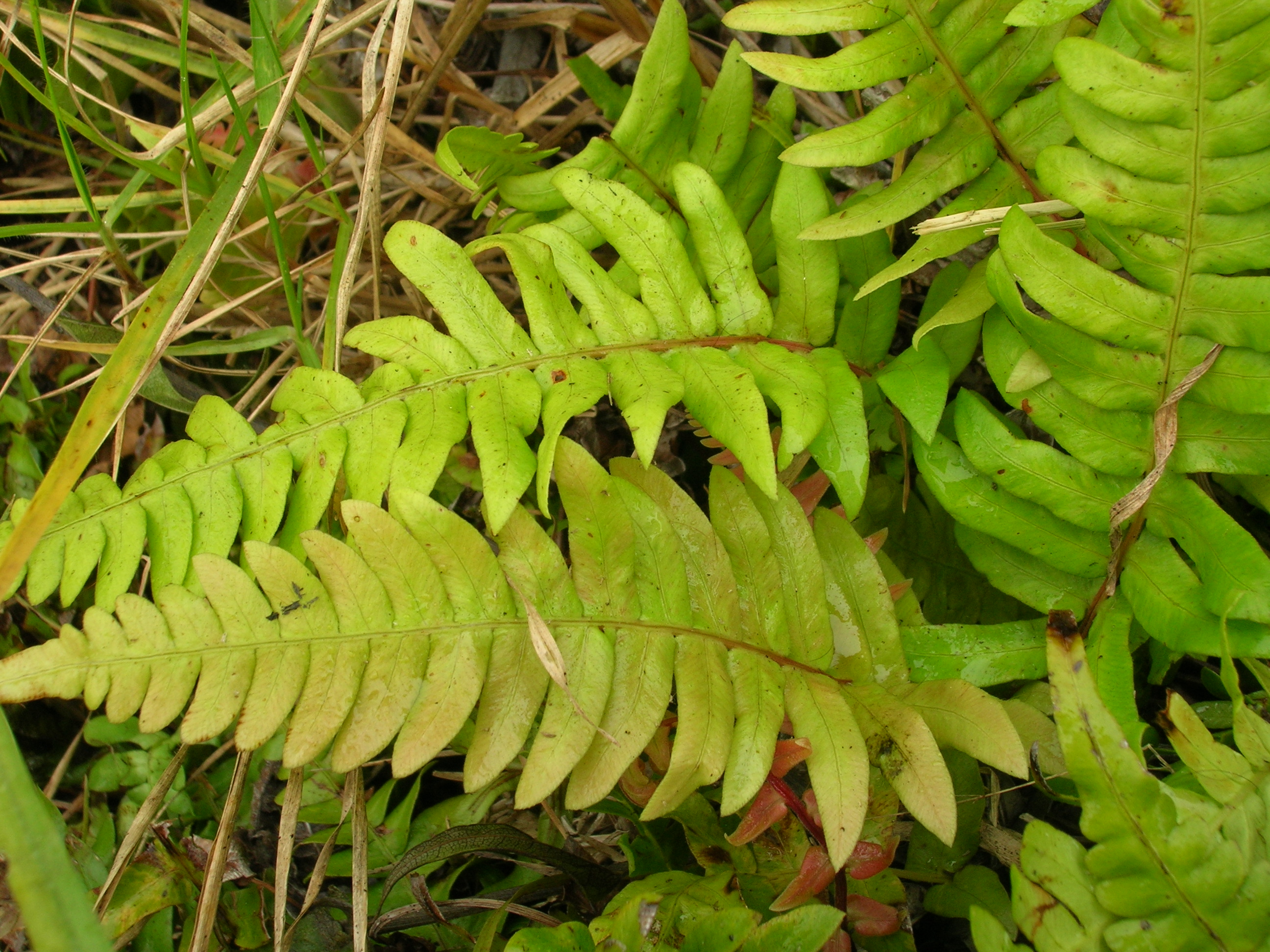
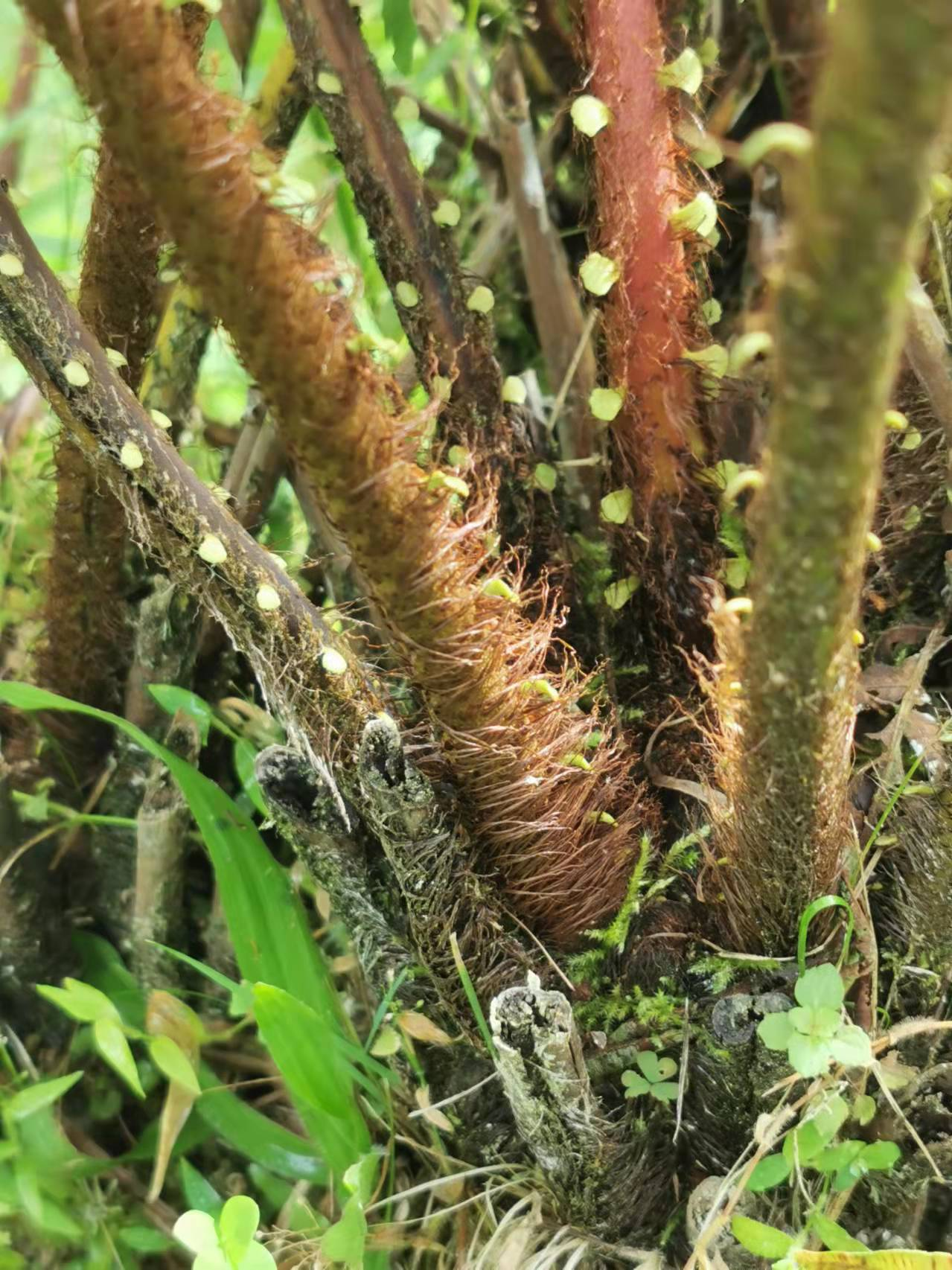